# Templo de Londres (Inglaterra)
El templo de Londres es uno de los templos construidos y operados por La Iglesia de Jesucristo de los Santos de los Últimos Días, el número 14 construido por la iglesia, el número 12 en operaciones, el segundo en Europa y el primer templo construido en el Reino Unido. Se localiza en Newchapel, condado de Surrey, sobre la autopista A22 a Brighton en la costa sur de Inglaterra. La construcción empezó el 27 de agosto de 1955 y el templo fue dedicado el 7 de septiembre de 1958. Unas 76.000 personas visitaron el templo antes de su dedicación. Su construcción formó parte de un auge en la construcción de templos liderado por David O. McKay, que realizó la dedicación del templo de Londres.
El Templo de Londres, fue dedicado unos cinco meses después del templo de Hamilton, en Nueva Zelanda, lo que marcó la primera vez que la iglesia dedicace dos de sus templos en el mismo año.

## Ubicación
El templo de Londres se encuentra ubicado en una finca sobre la campiña sur de Inglaterra, a unas 25 millas (40,2 km) al sur de Londres, a poca distancia Este del Aeropuerto de Londres-Gatwick. El templo se encuentra en el condado de Surrey donde la Carta Magna se firmó en 1215. La colina donde se encuentra el templo, conocida como Newchapel Farm, fue incluido en el Libro Domesday de Guillermo el Conquistador. Una antigua carretera romana pasaba por un costado del terreno que conducía de la costa británica hasta el Río Támesis.
Varios edificios comparten el sitio, incluyendo una mansión de estilo isabelino de tres pisos y 40 habitaciones, conocida como Manor House, que ha servido para varios propósitos para la Iglesia a lo largo de los años, incluida la vivienda para los que visitan el templo de largas distancias y como Centro de Capacitación Misional. El terreno del templo incluye 10 acres (4 ha) de terrenos y jardines con el riachuelo Eden Brook en el extremo sur de la propiedad, principal afluente del río Eden que nace en las colinas del North Downs, y numerosos robles, incluido el "Roble David O. McKay" que incluye una placa conmemorativa del entonces presidente de la iglesia.
McKay, quien se involucró personalmente en cada fase de la construcción del templo de Londres, eligió la ubicación exacta del terreno de 32 acres (12,9 ha) con la guía de Stayner Richards. Quedó particularmente impresionado con un roble antiguo en el sitio (al menos 450 años) y ordenó que se conservara. Los obreros cariñosamente llamaron al árbol "Roble David O. McKay" y finalmente se le colocó una placa en su honor.

## Historia
La primera congregación del movimiento de los Santos de los Últimos Días fue establecida en 1837, a pocos años del inicio de la iglesia en 1830. Durante varias décadas, los conversos a la iglesia emigraron a los Estados Unidos junto con los pioneros mormones. En la década de 1950, las autoridades de la iglesia alentaron a sus nuevos miembros a permanecer en sus países de origen, lo que provocó que aumentara el número de fieles en Gran Bretaña. Durante la dedicación de una capilla en Escocia en 1952, el entonces presidente de la iglesia David O. McKay, pronunció un tema que se convertiría en el mensaje principal durante su administración: que la iglesia era verdaderamente internacional, no una que prospera solo en los desiertos occidentales de los Estados Unidos.: 294 

## Anuncio
El 17 de abril de 1952, la Primera Presidencia de la iglesia y el cuórum de los Doce Apóstoles tomaron la histórica decisión de construir templos en Europa. Dos meses después, el entonces presidente de la iglesia David O. McKay viajó por Europa para supervisar personalmente la selección de los sitios para los futuros templos. McKay insistía en acortar la brecha en su iglesia de un estado de provincialismo religioso a uno de influencia internacional. Con la construcción de templos alrededor del mundo, McKay hizo práctico el nuevo concepto, que Sion no se limita a una ubicación geográfica en particular, sino que es una condición del corazón y la mente que se puede encontrar en cualquier parte del mundo.: 234  El primer sitio elegido fue para el templo de Suiza. Al retornar a Utah, McKay declaró que el Templo Suizo sería el primero de varios templos de este tipo que se erigirán para los fieles en Europa, y explicó que para ello, la iglesia construiría edificios de menor tamaño a los construidos en el pasado. La construcción del templo en Inglaterra fue anunciada por las autoridades de la iglesia en un comunicado de prensa el 10 de agosto de 1953, a menos de un año que McKay fuese llamado como presidente de la iglesia.

## Diseño

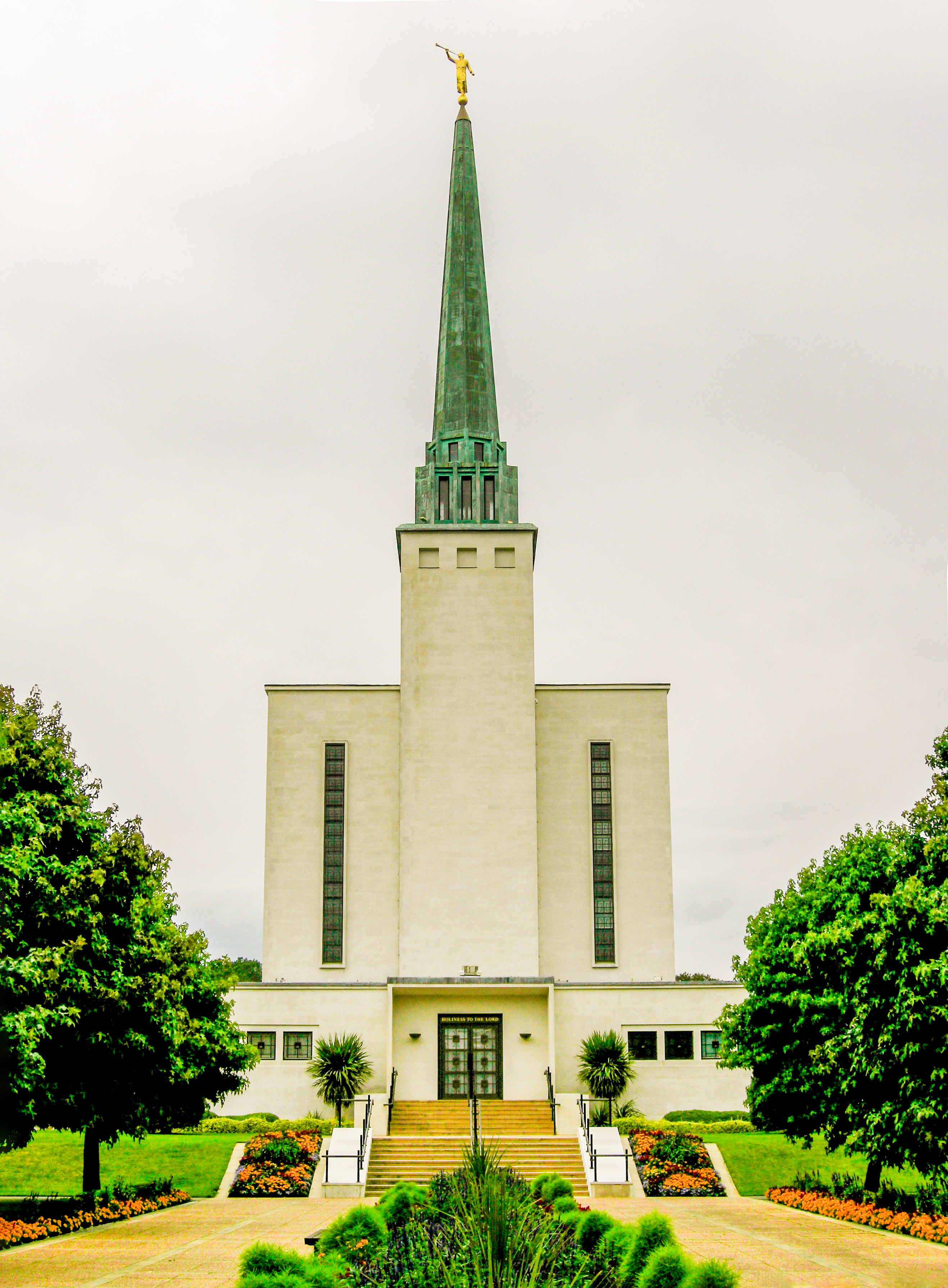
Vista frontal del templo de Londres con su pináculo de cobre.

El arquitecto para la construcción del templo de Londres fue Edward O. Anderson, quien igualmente supervisaba la construcción del templo en la ciudad de Los Ángeles. McKay asignó a Anderson un diseño interior diferente a la de los templos que la iglesia había construido en el pasado. En el diseño se esperaba que el estilo circular del interior del templo, con el salón Celestial en el centro y los cuartos que le antesceden en la sesión de la investidura, fuese cambiado. Anderson ya había estado considerando este cambio para presentar la investidura en solo dos habitaciones en lugar de cinco en el templo de Los Ángeles. Bajo dirección de McKay Anderson diseñó un templo de una espiga, similar al templo de Kirtland y al templo de Nauvoo. En vez de dos salones para la investidura, la ceremonia se presentaría en un solo salón que directamente conduce a través del velo del templo al salón celestial.
El edificio fue diseñado con un estilo moderno de mediados de siglo similar al templo de Berna en Suiza. El diseño original del templo de Londres incluía una aguja de aluminio perforada, similar en apariencia a los pináculos que se construían en el Templo de Oakland, en California. Sin embargo, las perforaciones se eliminaron del diseño en favor de una funda sólida de cobre recubierto de plomo.

## Construcción
La ceremonia de dedicación del terreno donde se asienta el templo de Londres ocurrió el 10 de agosto de 1953. Un pequeño grupo de fieles acompañaron a McKay para la ceremonia donde anunció planes de conservar los robles históricos, así como la mansión y otras edificaciones ya existente en el terreno. La ceremonia de la primera palada ocurrió el 27 de agosto de 1955 a la que asistieron unos mil devotos. La primera parada ocurrió justo después de la dedicación del templo de Berna, por lo que contó con la presencia del Coro del Tabernáculo, que había participado de la dedicación del templo en Suiza. La construcción comenzó al año siguiente bajo altos estándares de artesanía. El subsuelo fue cubierto con una capa de asfalto duro de una pulgada de espesor para resistir la humedad. El exterior del templo es de piedra blanca extraída de la Isla de Pórtland, cerca de la costa británica. En su diseño original, el pináculo del templo no contaba con la clásica estatua de Moroni, el cual fue añadido durante remodelaciones posteriores. 
Del terreno del templo, 24 acres (9,7 ha) eran tierras de cultivo, incluida una ligera colina donde los arquitectos favorecían ser el sitio de la colocación del templo. Las autoridades agrícolas locales no aprobaron sacrificar dicha tierra de cultivo. Se insistió en vez, en que el templo se construyera sobre las antiguas canchas de tenis de la antigua propiedad adjunta a la mansión británica. Sin embargo, un estanque de lirios había cubierto previamente ese lugar, por lo que los ingenieros de construcción dudaban de lo sólido de un terreno pantanoso. McKay insistió en que el templo se ubicara en el lugar previamente aprobado. Finalmente se perforaron agujeros sobre el terreno para determinar si el suelo podía soportar el peso del templo. Se encontró roca a la profundidad adecuada para sostener los cimientos del nuevo edificio.
La ceremonia de la piedra angular ocurrió el 11 de mayo de 1957, presidida por Richard L. Evans, miembro del cuórum de los Doce Apóstoles. A diferencia de los templos construidos por la iglesia en el pasado, el templo de Londres no fue financiado por donaciones de los fieles de la localidad. El costo aproximado de la construcción del templo fue de $1.25 millones.

### Centro de Capacitación Misional
Inglaterra fue dotado de un Centro de Capacitación Misional para el entrenamiento de nuevos misioneros en 1985, ubicado en los terrenos del templo de Londres. En 1998, el CCM se trasladó al templo de Preston. Durante su estadía en Lingfield, Surrey, el CCM era ocupado por un promedio de 12 misioneros SUD mensuales. Fue el octavo inaugurado a nivel mundial. Para el CCM, la iglesia hizo uso de la mansión que ya existía sobre el terreno y que habría sido usado para la estadía de viajeros que llegaban al templo de tierras lejanas.

## Dedicación

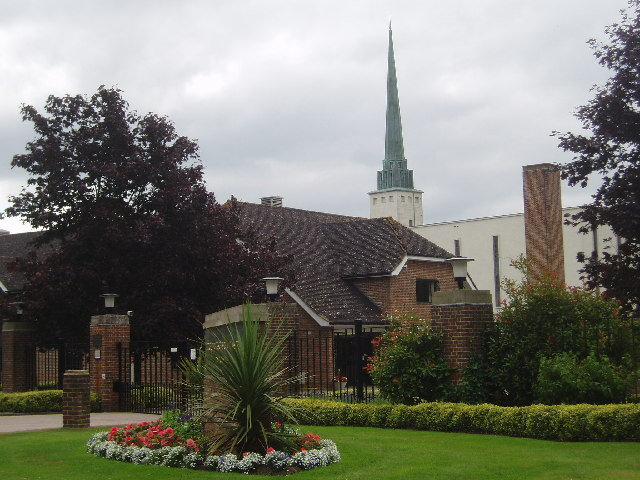
Templo de Londres en el fondo con un centro para visitantes anexo.

El Templo de Londres fue dedicado para sus actividades eclesiásticas en seis sesiones del 7 al 9 de septiembre de 1958 a la que asistieron unos 12 mil fieles. Asistieron más autoridades generales de la Iglesia presentes en Inglaterra desde el año 1840, cuando ocho miembros del cuórum de los Doce Apóstoles arribaron al país como misioneros. McKay celebría su cumpleaños 85 el 8 de septiembre durante la dedicación de su templo. Previo a la dedicación del templo, un torrente de lluvia inundó el sótano del nuevo edificio obligando la participación de los bomberos liderizados por Gordon B. Hinckley para evacuar el agua. 
Previo a la dedicación la iglesia permitió un recorrido público del interior del templo y sus instalaciones entre el 16 de agosto al 3 de septiembre de 1958 y a la que asistieron unas 76 mil personas, más visitantes que asistirían en 1990 para la casa abierta posterior a la remodelación del edificio.
Para la dedicación del nuevo templo, la Iglesia contrató veinticinco autobuses de dos pisos para transportar a sus fieles desde Londres al templo durante los tres días de la ceremonia. En vista de que al nuevo templo asistirían devotos fuera de Gran Bretaña, la iglesia presentó sesiones dedicatorias para sus fieles de Escandinavia, los Países Bajos y otras partes de Europa.
Hacer que sus devotos asistieran al templo resultó una prioridad para la iglesia. La primera pareja casada en el templo de Londres fueron Derek y Muriel Cuthbert. Estos viajaron por Londres y otras comunidades disucrsando en favor de la asistencia al nuevo templo. Por un tiempo breve, la iglesia pagaba a los ancianos para ir al templo a realizar ceremonias vicarias. Comunidades más lejanas rentaban autobuses y pasaban la noche en los edificios anexos al templo.

### Impuestos
Al año de su dedicación, el templo llegó a ser parte de acciones legales relacionadas al pago de impuestos empresariales. La iglesia estaba dispuesta a pagar impuestos sobre las instalaciones anexas al templo, pero insistía en que el templo, como lugar de culto, calificaba como exención fiscal. Un magistrado local sostuvo que el templo no ameritaba pagar impuestos. Su fallo llevó a que ministros de la Iglesia de Inglaterra protestaran por los impuestos a sus residencias, que normalmente estaban adscritas a una iglesia contigua. En respuesta, el Parlamento aprobó una nueva ley que establece que tales propiedades religiosas deben gravarse con solo la mitad de la tasa de impuestos. En 1962, un tribunal británico dictaminó que el templo mormón no era un lugar de culto religioso público; y que toda la propiedad debía considerarse como una sola unidad y, por lo tanto, sujetos a impuestos. La iglesia SUD apeló esta decisión ante la Cámara de los Lores, el tribunal supremo del Reino Unido, que recibió el caso el 30 de mayo de 1963. La Cámara de los Lores confirmó los impuestos del templo. Debido a que el templo y las instalaciones relacionadas se consideraban como una sola unidad religiosa y, por lo tanto, se gravaban a la mitad de la tasa habitual, la iglesia acabó pagando menos impuestos por la unidad como un total, de lo que habría pagado anteriormente en impuestos por las propiedades anexas al templo.

## Nota
1. ↑  Ver foto aérea satelital de la ubicación del templo de Londres Último acceso 28 de marzo de 2009.